# نينا كامتو نجيتام
نينا كامتو نجيتام (بالفرنسية: Nina Kanto) مواليد 25 يونيو 1983 في ياوندي، هي لاعبة كرة يد فرنسية. مثلت منتخب فرنسا لكرة اليد للسيدات. شاركت في دورة الألعاب الأولمبية الصيفية سنة 2008. حققت المركز الثاني في بطولة العالم لكرة اليد للسيدات 2011.

## سجل المنافسة
شاركت في البطولات التالية:
- الألعاب الأولمبية الصيفية 2012
- بطولة العالم لكرة اليد للسيدات 2011
- بطولة العالم لكرة اليد للسيدات 2013
- بطولة العالم لكرة اليد للسيدات 2015
- بطولة أوروبا لكرة اليد للسيدات 2012
- بطولة أوروبا لكرة اليد للسيدات 2014

## الميداليات
| الميدالية | المسابقة                            |
| --------- | ----------------------------------- |
| فضية      | بطولة العالم لكرة اليد للسيدات 2011 |

## روابط خارجية
- نينا كامتو نجيتام على موقع الاتحاد الأوروبي لكرة اليد (الإنجليزية)
- نينا كامتو نجيتام على موقع اللجنة الأولمبية الدولية (الإنجليزية)
- نينا كامتو نجيتام على موقع أوليمبيديا (الإنجليزية)
- نينا كامتو نجيتام على موقع اللجنة الأولمبية الفرنسية (مؤرشف) (الفرنسية)
- نينا كامتو نجيتام على موقع اللجنة الأولمبية الفرنسية (مؤرشف) (الفرنسية)